# Parc de l'Observatoire
Le parc de l'Observatoire (également : zone de l'Observatoire) est un espace vert à situé à Vienne dans le quartier de Währing. Le terrain, au centre duquel se trouve l'Observatoire de l'université de Vienne, appartient à la société immobilière fédérale autrichienne. En 1973, un conflit très médiatisé et aux conséquences politiques éclata à propos du projet de développement partiel de la zone.

## Histoire
Au début des années 1970, le nouveau bâtiment de l'institut zoologique de l'université devait être construit sur le terrain de 58 891 m² autour de l'observatoire de l'université de Vienne, dans le quartier des chalets de Währing, ce qui entraînerait une réduction de la surface verte de 3 615 m². Une initiative citoyenne des habitants s'est opposée au projet de construction et a demandé que le parc soit ouvert au public. Le maire Felix Slavik a organisé un référendum - une première à Vienne, où lui et son parti, le SPÖ de Vienne, se sont engagés aux côtés des soutiens à la construction. L'initiative citoyenne, en revanche, a eu comme allié le journal à grand tirage Kronen Zeitung, qui a mené une campagne médiatique massive contre le développement dans les mois précédant le vote.
Le vote de mai 1973 a abouti à une majorité de 57,4% des suffrages exprimés contre la construction sur le terrain du parc. En conséquence, le maire Slavik a démissionné, laissant sa place à Leopold Gratz. Le conflit autour du parc de l'observatoire est considéré comme un précédent important dans le développement de la conscience environnementale à Vienne, mais aussi comme un exemple de l'utilisation cohérente du pouvoir des médias.
La zone de l'observatoire fait désormais partie des monuments naturels reconnus de Vienne en tant que monument naturel. Elle est située à proximité immédiate du Türkenschanzpark, qui est environ trois fois plus grand.
En 2012, le Kronen Zeitung a lancé une campagne pour ouvrir le quartier au public. Peu de temps après, le conseiller environnemental responsable Ulli Sima a commencé à préparer l'ouverture du parc. Une initiative citoyenne fondée par des habitants craignait une destruction à long terme de l'espace naturel et s'est prononcée contre l'ouverture. Après la réactivation d'un chemin circulaire précédemment fermé en avril 2013 et l'abattage d'une cinquantaine d'arbres, des zones balisées du domaine sont ouvertes au public en semaine pendant la journée depuis le 2 mai 2013.

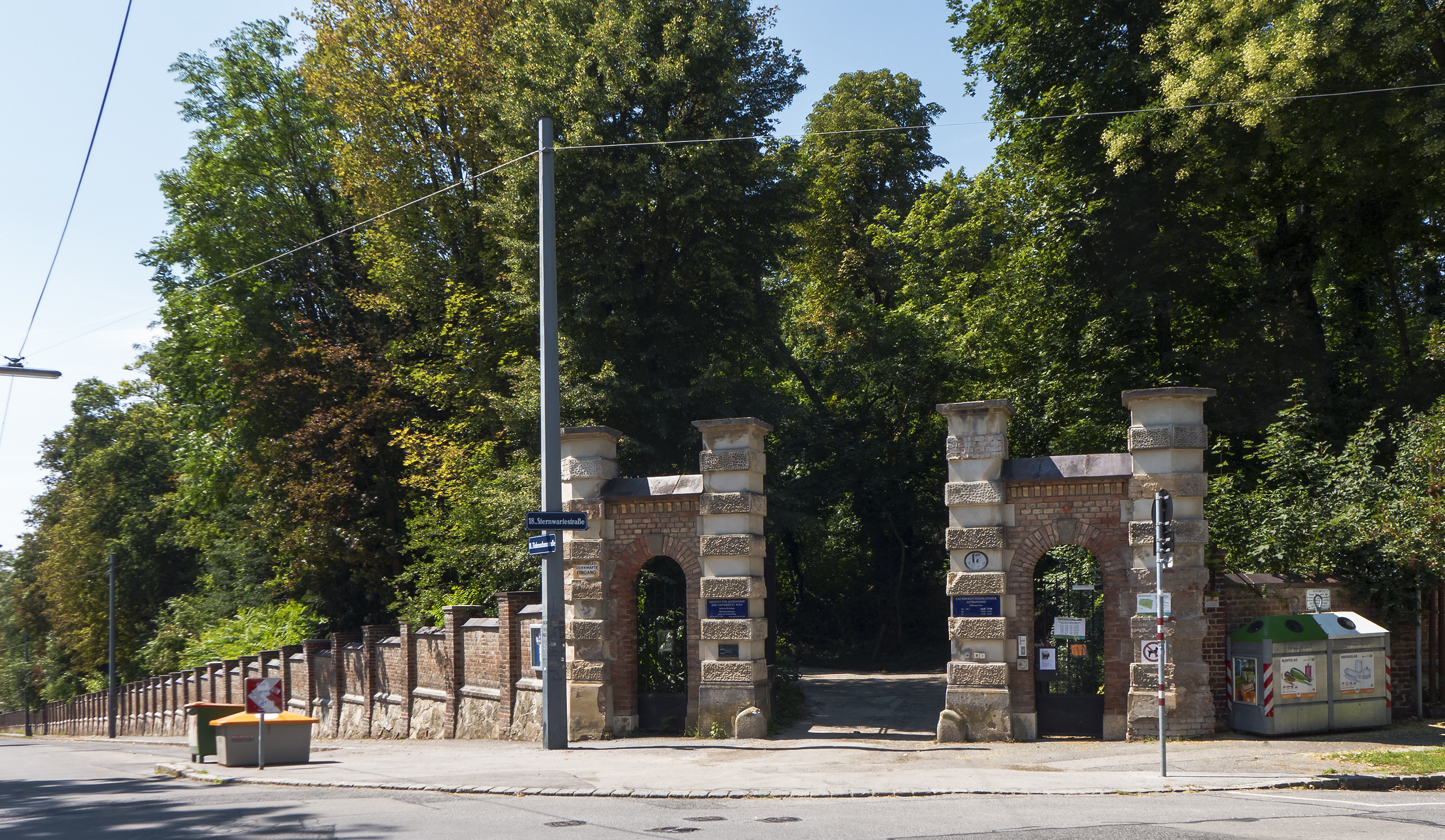
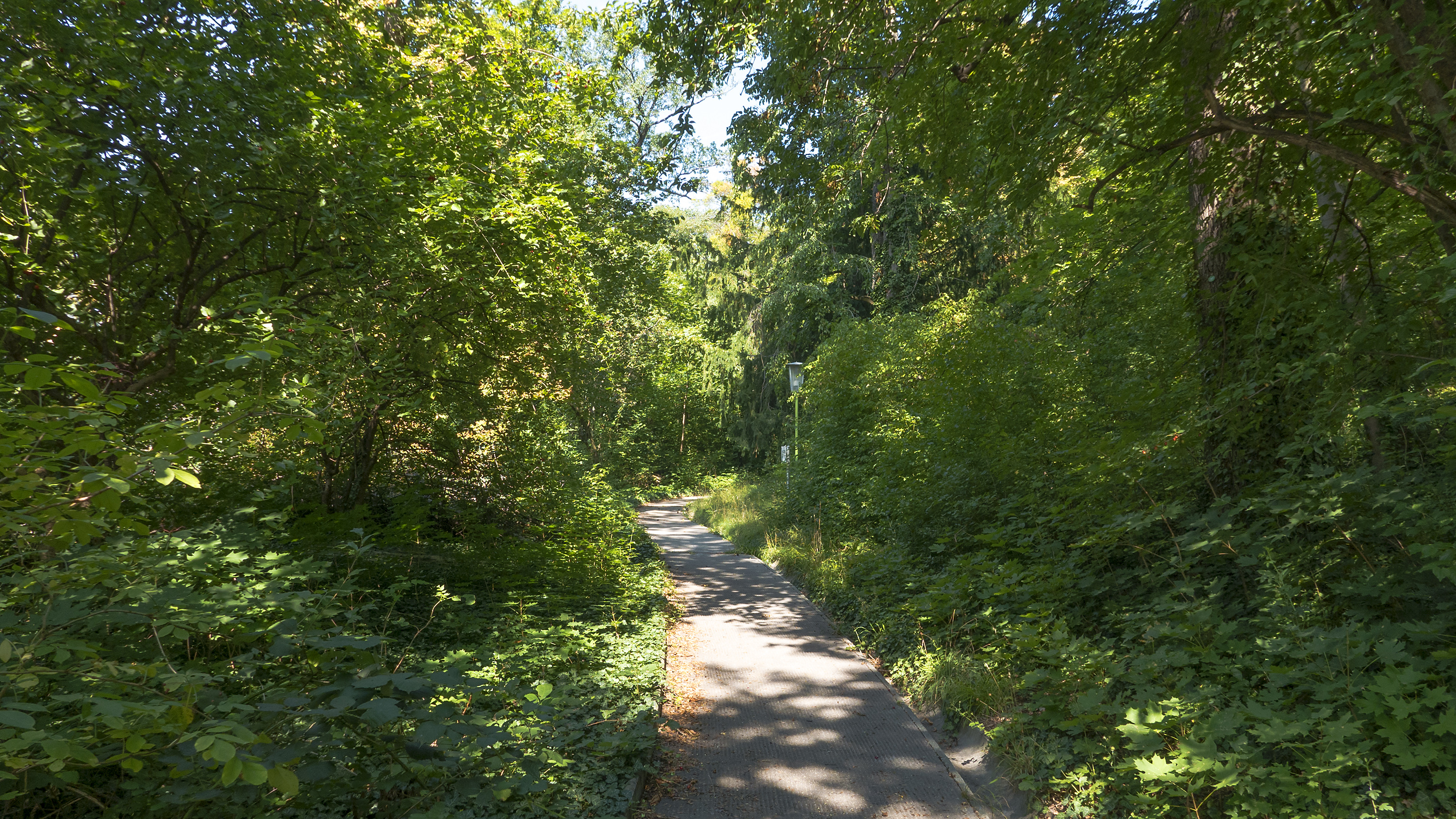
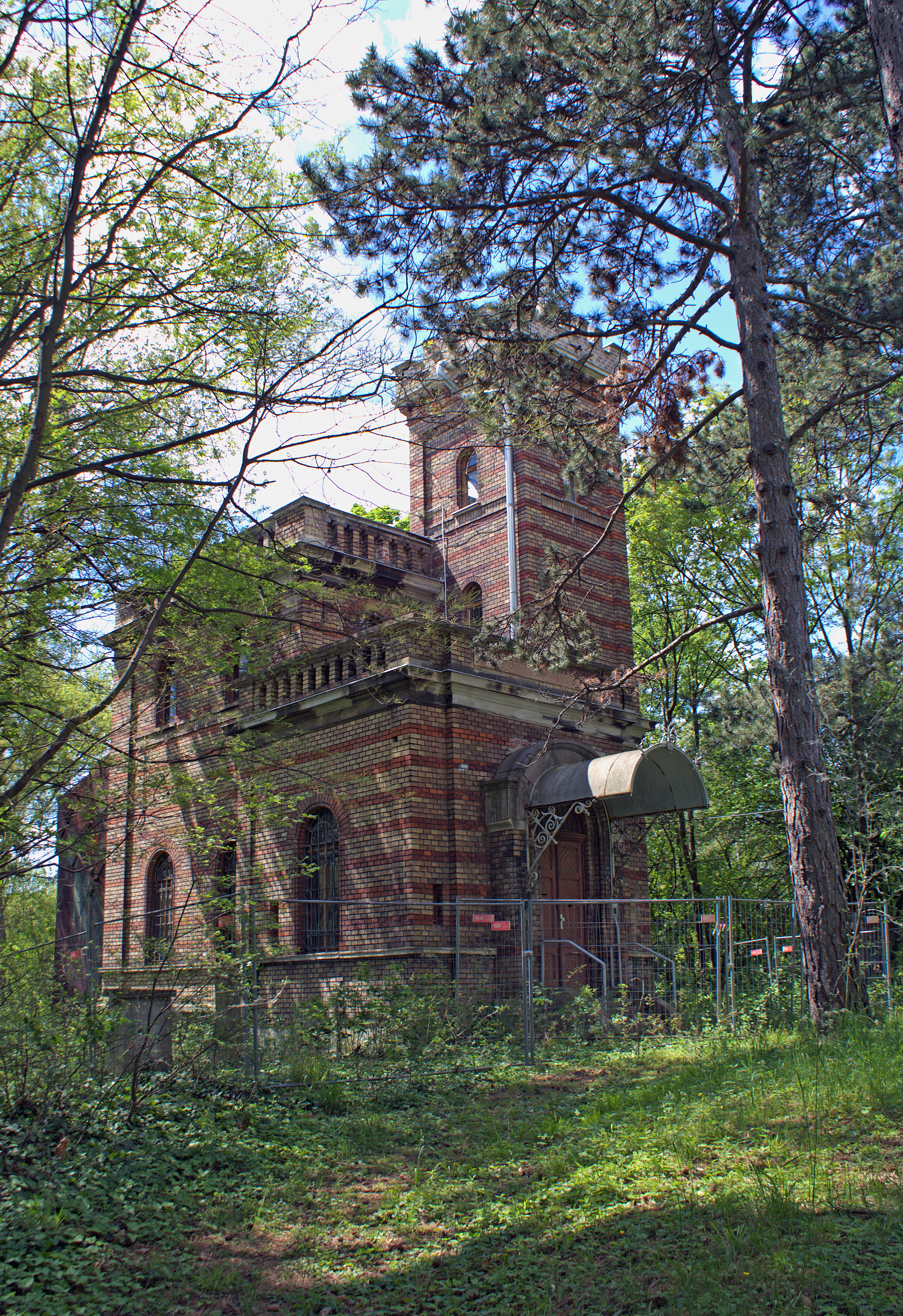
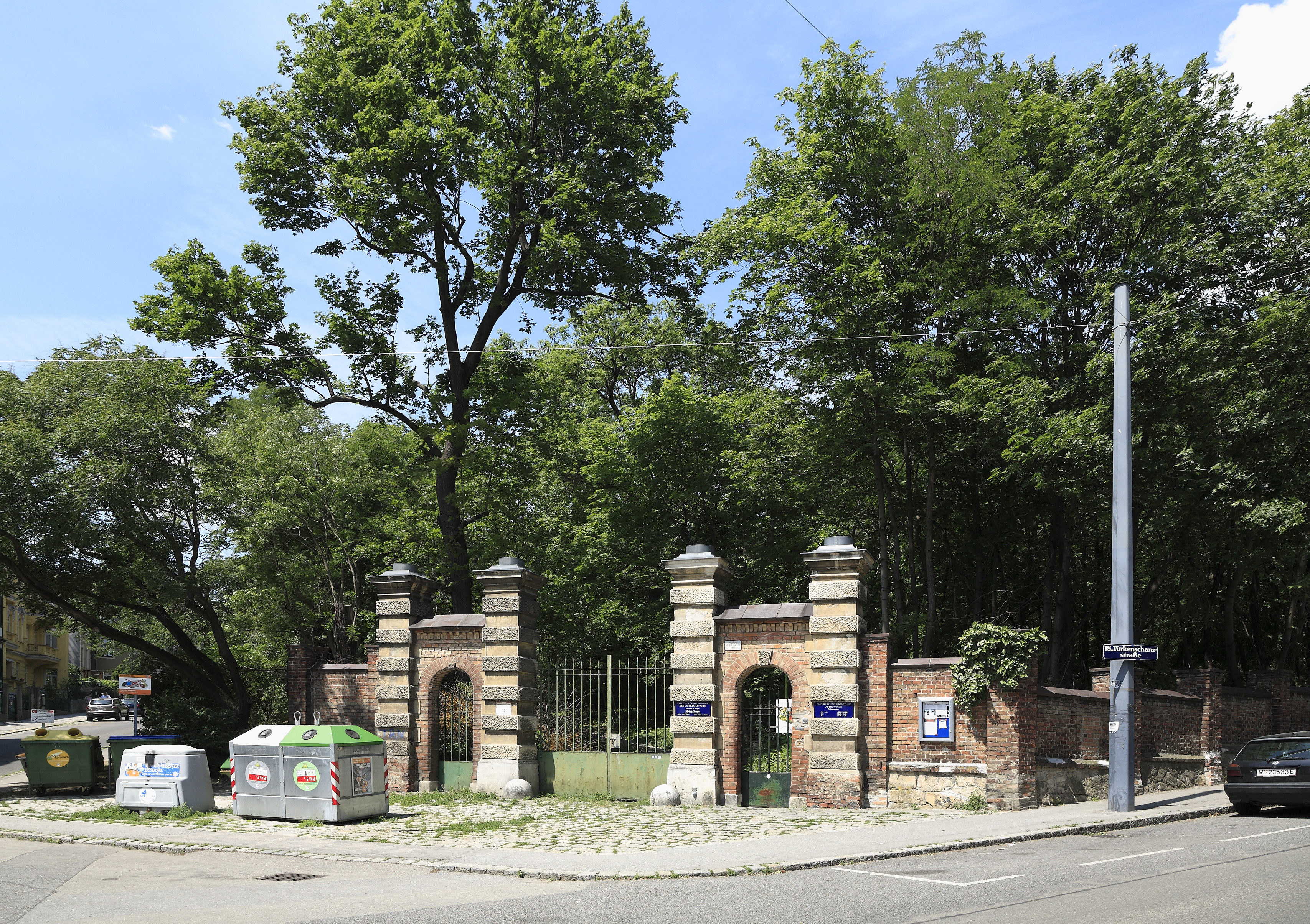
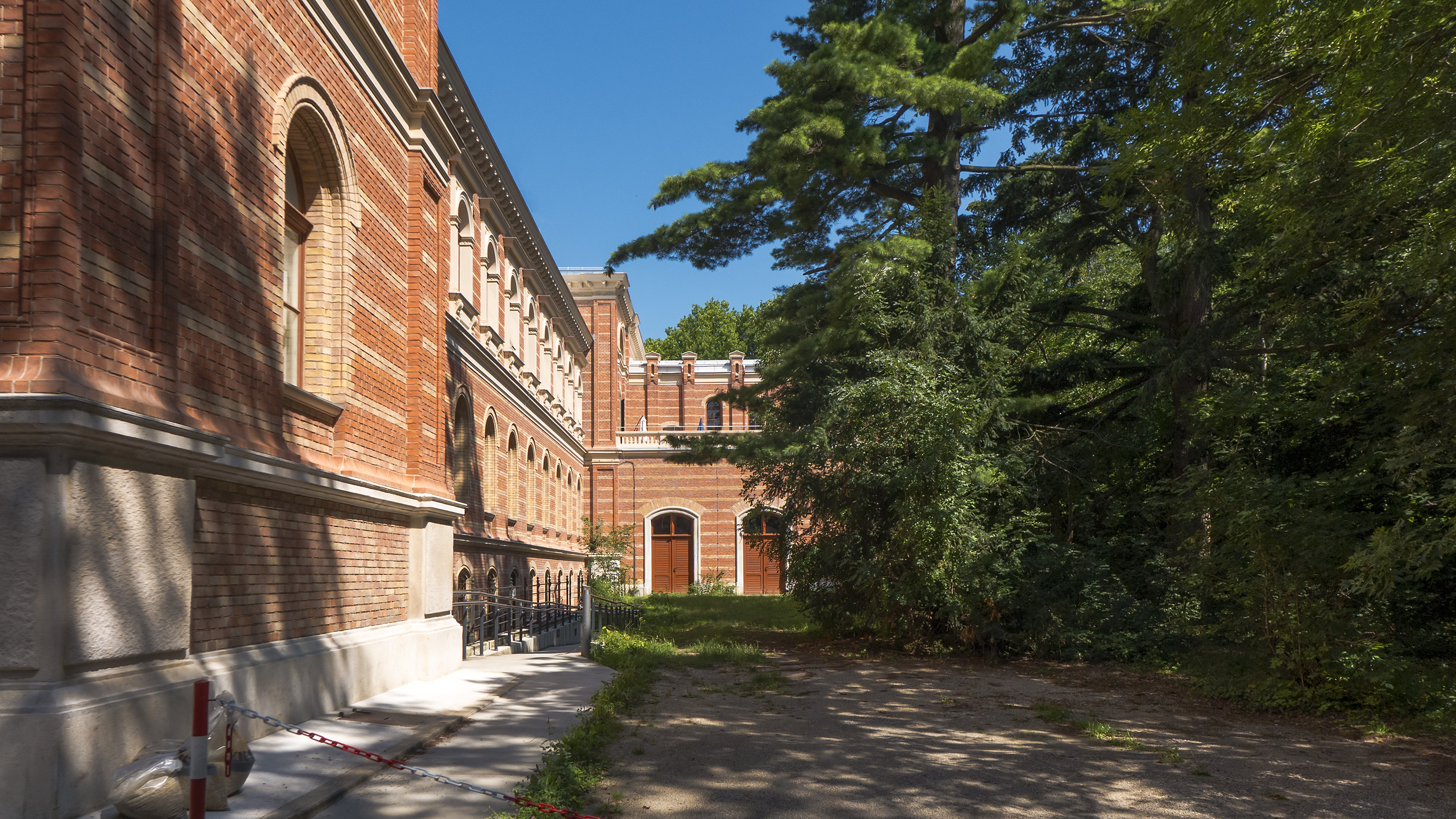

## Liens web
- Parc de l'Observatoire : Un coin de nature sauvage au milieu de Vienne - Der Standard, Le parc de l'Observatoire
- Parc de l'Observatoire - Nature sensible avec vue sur les étoiles